# Enrique Iniesta
Enrique Iniesta Cano (Madrid, 1906 - Mendoza, Argentina, 1969) fue un violinista español.

## Biografía
Cursó sus estudios en el Conservatorio de Madrid, siendo su profesor Antonio Fernández Bordas. Años más tarde ejerció como profesor de virtuosismo en el mismo conservatorio.
Fundó la Agrupación Nacional de Cámara. Durante su carrera de concertista visitó varios países antes de establecerse en Chile, y tiempo más tarde cambió su residencia a Mendoza, Argentina, ejerciendo de profesor en la Escuela Superior de Música y concertista de la Orquesta Sinfónica.
El 9 de octubre de 1975 fue inaugurado un monumento en memoria suya en el Parque de la Quinta de la Fuente del Berro, en Madrid.